# Безводица
Безводица (болг. Безводица) — село в Болгарии. Находится в Добричской области, входит в общину Балчик. Население составляет 383 человека.

## Политическая ситуация
В местном кметстве Безводица, в состав которого входит Безводица, должность кмета (старосты) исполняет Сыби Крумов Василев (Национальное движение «Симеон Второй» (НДСВ)) по результатам выборов.
Кмет (мэр) общины Балчик — Николай Добрев Ангелов (независимый) по результатам выборов.